# Merle Homeier
Merle Homeier (* 27. August 1999 in Bückeburg, Niedersachsen) ist eine deutsche Leichtathletin, die sich auf den Weitsprung spezialisiert hat. 2019 wurde sie Deutsche Vizemeisterin im Weitsprung.

## Berufsweg
Homeier besuchte das Adolfinum Gymnasium in Bückeburg, wo sie 2017 Abitur machte. Ab dem 1. September 2017 absolvierte sie in Hannover ein Freiwilliges Soziales Jahr beim Niedersächsischen Leichtathletik-Verband (NLV). Sie studierte Biologie an der Leibniz Universität Hannover.

## Sportliche Karriere
Homeier begann mit sechs Jahren ihre sportliche Karriere, als sie dem VfL Bückeburg beitrat. In der Folge holte sie zahlreiche Meistertitel in verschiedenen Disziplinen und Altersklassen.
2014 errang sie ihren ersten nationalen Titel. Im Weitsprung siegte sie mit 30 cm vor der Zweitplatzierten bei den ersten, zunächst zur Probe ausgerichteten Deutschen Meisterschaften der unter 16-Jährigen. Dort holte sie zudem Bronze im Hochsprung. Zuvor hatte sie bei den Deutschen Jugend-U16-Blockwettkampfmeisterschaften ihre persönliche Bestleistung auf 6,08 m gesteigert und führte am Jahresende als einzige 6-Meter-Springerin die Jahresbestenliste des Deutschen Leichtathletik-Verbandes (DLV) der U16 im Weitsprung an.
2015 war Homeier in der höheren Altersgruppe der U18 in der Hallensaison bei den Deutschen U18-Hallenmeisterschaften weniger erfolgreich. Bei den Deutschen U18-Meisterschaften erreichte sie den 4. Platz. Am Jahresende stand sie mit 6,05 m im Freien an dritter Stelle der DLV-Jahresbestenliste der U18 im Weitsprung.
2018 konnte sie wieder gleich zu Jahresbeginn jubeln, denn sie holte den Titel bei den Norddeutschen Meisterschaften in der Halle, und drei Wochen später wurde sie mit persönlicher Bestleistung von 6,38 m Deutsche U20-Hallenmeisterin. Der DLV nominierte sie erneut für den U20-Hallen-Länderkampf, wo Homeier mit 6,34 m den Weitsprung gewann und damit zu einem weiteren Mannschaftssieg beitrug. Bei den U20-Weltmeisterschaften schaffte sie es nicht ihre gewohnte Leistung abzurufen und konnte mit 5,93 m nicht ihr zweites internationales Finale nach den Europameisterschaften im Jahr 2017 erreichen. Zum Saisonende wurde Homeier mit einem 6,30 m-Sprung erneut Deutsche U20-Vizemeisterin und blieb dabei 4 cm hinter der Siegerin Lea-Jasmin Riecke. Am Jahresende führte sie mit 6,38 m in der Halle die U20-Jahresbestenliste des DLV an und lag mit 6,30 m im Freien im Freien an dritter Stelle.
2019 begann Homeier das Jahr bei den Aktiven mit Bronze bei den Deutschen Hallenmeisterschaften. Beim Chrono-Classics in Weinheim steigerte sie Ende Mai ihre persönliche Bestleistung auf 6,45 Meter, kam wenige Tage später bei den Deutschen Hochschulmeisterschaften jedoch nur auf den 4. Platz. Mitte Juni wurde sie Deutsche U23-Vizemeisterin. Einen Monat später kam Homeier auf Platz 4 bei den U23-Europameisterschaften und wurde Anfang August mit 6,42 m Deutsche Vizemeisterin. In der Jahresbestenliste des DLV lag sie bei den Frauen am Jahresende jeweils an vierter Stelle, mit Einstellung ihrer persönlichen Hallenbestleistung von 6,38 m und mit 6,45 m im Freien.
2020 holte Homeier mit persönlicher Bestleistung von 6,41 m bei den Deutschen Hallenmeisterschaften Bronze, die sie auch in der wegen der COVID-19-Pandemie verspätet gestarteten Freiluftsaison bei den Deutschen Meisterschaften errang.
2021 sprang sie im letzten Versuch mit persönlicher Bestleistung von 6,55 m bei den Deutschen Hallenmeisterschaften auf den Silberrang, konnte aber bei den Halleneuropameisterschaften in Toruń mit 6,50 m nicht ins Finale einziehen. Im Sommer 2021 gewann Homeier mit einer Weite von 6,69 m die Silbermedaille bei der U23-Europameisterschaft in Tallinn, Estland.
Homeier gehört zum Perspektivkader des Deutschen Leichtathletik-Verbandes (DLV).
Homeier startet seit dem 1. Januar 2020 für die LG Göttingen, Stammverein ASC Göttingen. Zuvor war sie mit einer Unterbrechung beim VfL Bückeburg, wo sie bei Frank Reinhardt trainierte. Von 2015 bis 2016 startete sie für die LG Weserbergland, Stammverein Post-SV Stadthagen. Nachdem der Verein aus der Leichtathletikgemeinschaft ausgeschieden war und sie ihren Trainer Marco Leszczynski verloren hatte, startete sie ab 1. Januar 2017 wieder für den VfL Bückeburg.

## Bestwerte Weitsprung
(Stand 2022)
Leistungsentwicklung
| Jahr | Halle  | Freiluft |
| ---- | ------ | -------- |
| 2012 |        | 5,16 m   |
| 2013 |        | 5,58 m   |
| 2014 | 5,32 m | 5,94 m   |
| 2015 | 5,69 m | 5,90 m   |
| 2016 | 6,10 m | 6,14 m   |
| 2017 | 6,21 m | 6,23 m   |
| 2018 | 6,38 m | 6,30 m   |
| 2019 | 6,38 m | 6,45 m   |
| 2020 | 6,41 m | 6,57 m   |
| 2021 | 6,55 m | 6,69 m   |
| 2022 | 6,66 m | 6,63 m   |

Persönliche Bestleistungen
- Halle: 6,55 m (Dortmund, Deutsche Hallenmeisterschaften, 21. Februar 2021)
- Freiluft: 6,69 m (Tallinn, Estland, U23-EM, 11.07.2021)

## Erfolge
national
- 2016: Deutsche U18-Meisterin (Weitsprung)
- 2018: Deutsche U20-Hallenmeisterin (Weitsprung)

international
- 2018: 1. Platz U20-Hallen-Länderkampf (Mannschaft und einzel)
- 2021: 2. Platz U23-EM in Tallinn